# Quetschentaart
La quetschentaart, une spécialité luxembourgeoise populaire, est une simple tarte aux fruits avec du zwetschgen.
Dans la recette de Ketty Thull, la pâte pour le fond en pâte brisée est composée uniquement de farine, de beurre et de sucre (inhabituel pour une pâte brisée à la française, mais pour équilibrer l'acidité, ce qui est essentiel). Le fond est placé dans un plat à tarte, et recouvert de prunes coupées en deux (sans noyau) disposées en cercles superposés. Elle est cuite au four à 180-200 °C pendant 45-40 minutes ou jusqu'à ce qu'elle soit prête.
Dans d'autres recettes, la base est faite d'une pâte à base de levure,. Traditionnellement, c'est un plat saisonnier servi en automne lorsque les zwetschgen sont mûrs. Il est souvent servi avec de la crème fouettée lors du café de l'après-midi.